# Corry Brokken
Corry Brokken (Breda, 3 de dezembro de 1932 — Laren, 31 de maio de 2016) foi uma cantora e atriz neerlandesa.

## Música
Brokken foi a vencedora do Festival Eurovisão da Canção 1957, em 1957, representando o seu país natal com a canção "Net als toen" (Como é hábito ser). A melodia foi composta por Guus Jansen e letra de Willy van Hemert (pai da cantora).
Corry Brokken já tinha participado no ano anterior com a canção "Voorgoed voorbij" com música de Jelle de Vries. Em 1958, voltou a participar com a melodia "Heel de Wereld" (Todo o mundo), com música e letra de Benny Vreden.
Em 1976, Brokken foi a apresentadora do Festival Eurovisão da Canção 1976 realizado nos Países Baixos. Em 1997 anunciou os resultados do voto neerlandês para o festival daquele ano.
Morreu em 31 de maio de 2016, aos 83 anos. 

## Discografia
- Voorgoed voorbij
- Heel de wereld

## Filmografia
Corry Brokken participou no filme neerlandês Jenny, realizado em 1958, realizado por Willy Van Hemert e com argumento de Hans Fischer e Willy Van Hemert Foi o primeiro filme neerlandês colorido.